# Войнишки паметник (Желява)
Войнишкият паметник в село Желява, област София, е издигнат в памет на загиналите в Сръбско-българската, Балканската, Междусъюзническата и Първата световна войни.
Паметникът е с формата на пирамидален обелиск, с кръст върху него. Височината му е 3,70 m, а в основата е с размери 3,40 х 3,40 m. Направен е от гранит. Върху паметника е изписано „На падналите в чест на Отечеството герои в Балканската 1912 – 1913 г. и Общоевропейска 1915 – 1919 г. война“. Открит е през ноември 1922 г. от ген. Велизар Лазаров, командир на Първи пехотен софийски полк. Пространството около него е обособено като градинка с триъгълна форма, оградена с ограда.